# Lenfilm
Lenfilm (tiếng Nga: Ленфильм), hoặc Lenfilm Studio (tiếng Nga: Киностудия Ленфильм) là một trong những hãng phim lớn, lâu đời nhất Liên Xô (trước đây) và nước Nga (hiện nay).

## Phim đã sản xuất
- 1934: Chapayev (cult film), phim của anh em nhà Vasilyev.
- 1935 Подруги
- 1936 Семеро смелых
- 1938 Комсомольск
- 1938 Друзья
- 1939 Учитель
- 1941 Маскарад
- 1941 Старая гвардия
- 1947: Nàng Lọ Lem (film adaptation of Cinderella)
- 1949: Aleksandr Popov (biographical film)
- 1949 Звезда
- 1954: 'Những chàng trai Leningrad (Запасной игрок), diễn viên Georgy Vitsin, Vs.Kuznetsov, và Pavel Kadochnikov.
- 1954 Кортик
- 1954 Большая семья
- 1956: Ông già Khottabych, đạo diễn Gennady Kazansky, diễn viên Nikolai Volkov và Alyosha Litvinov.
- 1956 Она вас любит
- 1960: Con đầm pích phim của Iosif Kheifets, diễn viên Iya Savvina và Aleksey Batalov.
- 1960: Con đầm pích
- 1962: Người cá, phim của Gennady Kazansky, diễn viên Anastasya Vertinskaya và Mikhail Kozakov.
- 1963: Kain XVIII, directed by Erast Garin (film adaptation)
- 1964: Hamlet, directed by Grigori Kozintsev (drama), the Golden Lion Award at the Venice Film Festival in 1962 nominated and Special Jury Prize winner.
- 1966 Республика ШКИД
- 1968: Mùa chết (Мёртвый сезон) (spy film), directed by Savva Kulish, and starring Donatas Banionis and Rolan Bykov.
- 1970: Franz Liszt. Những giấc mộng tình yêu (Ференц Лист) (drama), directed by Márton Keleti, and starring Imre Sinkovits and Ariadna Shengelaya.
- 1971: Dauria (Даурия), directed by Viktor Tregubovich (film adaptation) starring Vitaly Solomin và Yefim Kopelyan
- 1973 Крах инженера Гарина
- 1974 Соломенная шляпа
- 1974 Сержант милиции
- 1975 Чужие письма
- 1976: Синяя птица / Con chim xanh, directed by George Cukor (film adaptation) starring Elizabeth Taylor.
- 1976 Странные взрослые
- 1976 Небесные ласточки
- 1976 Труффальдино из Бергамо
- 1978: Одинокий голос человека / The Lonely Voice of Man, directed by Aleksandr Sokurov (drama)
- 1978 Трасса
- 1979 Золотая мина
- 1980: Разжалованный / The Degraded, directed by Alexander Sokurov (short film)
- 1981: Приключения Шерлока Холмса и доктора Ватсона. Собака Баскервилей / Con chó săn của dòng họ Baskervilles, đạo diễn Igor Maslennikov (film adaptation)
- 1981 Куда исчез Фоменко
- x1982: Con đầm pích, directed by Igor Maslennikov (film adaptation)
- 1982: Golos (Голос), directed by Ilya Averbakh, (drama) starring Natalia Sayko và Leonid Filatov.
- 1982 Таможня
- 1982 Ослинна шкура
- 1982 Влюблен по собственному желанию
- 1983 Пацаны
- 1983 Магистраль
- 1983: Скорбное бесчувствие / Painful Indifference, directed by Alexander Sokurov (phim chiến tranh)
- 1984 Чужая жена и муж под кроватью
- 1984 Колье Шарлотты
- 1985 Воскресный папа
- 1985 Нам не дано преугадать
- 1986 Простая смерь...
- 1986: Ампир / Empire, directed by Alexander Sokurov (short film
- 1987: Письма мёртвого человека / Bức thư của người đã chết (sci-fi)
- 1988 Собачье сердце
- 1989 Просвещенный
- 1990 Страсти по Владимиру
- 1990: Taxi blues co-production.
- 1991: Афганский излом / Afghan Breakdown (phim chiến tranh)
- 1991: Bạn tôi, Tướng Vasili, con trai của Iosif Stalin (Мой лучший друг, генерал Василий, сын Иосифа), directed by Viktor Sadovsky, drama starring Boris Schcherbakov and Vladimir Steklov.
- 1993 Ты у меня одна
- 1993 Разборчивый жених
- 1994 Русская симфония
- 1994 Русский транзит
- 1994 На кого Бог пошлет

h Alfred Molina và Mia Kirshner.
- 2010: The Amazing Race 17 had a task in which the teams must search through a thousand filmstrips for a filmstrip from October.

Several international productions were made in collaboration with "Lenfilm" such as: Anna Karenina (Анна Каренина) was produced by Warner Bros. and Icon Intl., albeit many Lenfilm's actors, crew, and production facilities were involved in a similar way as the production of Синяя птица / The Blue Bird, and Franz Liszt. Dreams of love (Ференц Лист), a Hungarian Mafilm production made in collaboration with Lenfilm.